# Opsariichthys uncirostris
 Opsariichthys uncirostris és una espècie de peix cipriniforme de la família dels ciprínids.

## Morfologia
Els mascles poden assolir els 32,5 cm de longitud total.

## Distribució geogràfica
Es troba des de l'est de Sibèria fins al nord de Corea i la Xina. També és present al Japó.